# 保罗·巴恩
保罗·巴恩（1953年7月29日—）是一位英国考古学家、人类学家和翻译家，研究方向为原始藝術，曾任《考古學》杂志编辑，主要作品有入选牛津通识读本的《考古学》（Archaeology）以及与科林·伦福儒合著的教科书《考古学：理论、方法与实践》（Archaeology: Theories, Methods and Practice）等。